# Amphimallon altaicum
Amphimallon altaicum är en skalbaggsart som beskrevs av Mannerheim 1825. Amphimallon altaicum ingår i släktet Amphimallon och familjen Melolonthidae. Inga underarter finns listade i Catalogue of Life.